# 清水よし子
清水 よし子（しみず よしこ、1958年6月29日 - ）は、日本のお笑い芸人・テレビタレントである。お笑いコンビ『ピンクの電話』のボケ担当。本名は浅田 美子（あさだ よしこ、旧姓・清水）。配偶者は株式会社第一出版社長の浅田正行。かつては本名の清水美子で活動していた。所属事務所は石井光三オフィス。愛称・清水のヨッちゃん。
大阪府出身。大阪信愛女学院卒。家族は夫と娘。

## プロフィール
「劇団俳小」を経て、1984年に「劇団七曜日」に入団。1986年に同期の竹内都子と『ピンクの電話』を結成。竹内との凸凹コンビで人気を得て、『ものまね王座決定戦』などで活躍した。結婚後、現在は単独での出演が多い。
大屋政子の様に非常に甲高い声が特徴。「芸能界広しと言えど、これほどのキーキー声で喋るのは林家パー子と清水ぐらいなもの」と言われる。虚実は定かではないが「山で叫んだらコウモリが大量によってきた」と本人は語っている。またTBS系『関口宏の東京フレンドパーク』に出演したときヘリウムガスを吸ったが声は変わらなかった。
テレビ朝日系「いきなり!黄金伝説。」の人気企画「一ヶ月一万円生活」では数々のアイデア料理を披露している。
関西テレビ「おじょママ!」で共演のハイヒールモモコや小川菜摘と仲がよい。
1992年、出版社社長と結婚。一人娘がシンクロナイズドスケーティングの日本代表だったことを2017年8月放送のテレビ東京系列『じっくり聞いタロウ〜スター近況（秘）報告〜』で明かした。（当時大学4年生で、卒業後は引退。）
2018年、夫とともにテレビ朝日系列『運命のひと押し 〜ここで印鑑を押しますか?〜』に出演。生活に支障が出るほど習い事の数（シャンソン、小唄、ピアノ、俳句、弾き語り、フランス語、日本舞踊、英語、弓道）を暴露された。
娘は神宮アイスメッセンジャー時代にシンクロナイズドスケートの全日本チャンピオンになっている人でよし子本人もアイスメッセンジャーのサポートをしており、本人もフィギュアスケートをしている。神宮アイスメッセンジャーは世界選手権にも出る強豪チームに育った。

## 出演

### バラエティ
- オレたちひょうきん族
- お元気ですか日本列島（NHK総合テレビ、※ハツラツ道場コーナー不定期出演
- ナンボDEなんぼ（関西テレビ）
- おじょママ!（関西テレビ）
- 2時ワクッ!（関西テレビ）
- オレワン（フジテレビ）

### テレビドラマ
- 白鳥麗子でございます!（TBS） - かきつばたあやめ 役
- 殺しの女王蜂（テレビ東京系） - アヤコ 役
- はぐれ刑事純情派（2000年） - 高沢悦子
- 火曜サスペンス劇場（日本テレビ）
  - 「弁護士・高林鮎子25 瀬戸内を渡る死者」 - 浅田美奈子 役
  - 「監察医・室生亜季子27 複合死因」 - 仲居桜 役
- 水曜ミステリー9（テレビ東京系）
  - 「不倫調査員・片山由美9 黒髪人形・尼寺殺人事件」
- 土曜ワイド劇場（テレビ朝日系）
  - 「終着駅シリーズ29」（2015年） - 酒井洋子
  - 「終着駅シリーズ30」（2016年） - 永田亜衣
- ナオミとカナコ（2016年） - 山根美子
- 民衆の敵〜世の中、おかしくないですか!?〜（2017年、 フジテレビ） - 前田の妻 役
- 日本をゆっくり走ってみたよ〜あの娘のために日本一周〜（2017年、Amazonプライム・ビデオ） - 梅原の母
- 日曜プライム
  - 終着駅シリーズ32（2018年） - 岩田夏子
- ゾンビが来たから人生見つめ直した件（2019年）
- わたし、定時で帰ります。（2019年） - 諏訪治子
- 時効警察はじめました（2019年） - 旅館「つるや」女将 役
- 終着駅シリーズ37（2021年） - 高瀬愛子 役₢
- 作りたい女と食べたい女（2022年・2024年）

### テレビアニメ
- 花より男子（テレビ朝日系） - 浅井百合子 役
- 夢のクレヨン王国（テレビ朝日系） - プーチ夫人 役

### 映画
- 死んでもいい（1992年） - 保険勧誘員 役
- ヌードの夜（1993年） - 正子 役
- 大病人（1993年） - 若い看護婦 役
- ケイゾク/映画 Beautiful Dreamer（2000年） - 壺坂の妻 役
- 劇場版 金色のガッシュベル!! 101番目の魔物（2004年） - 教頭先生 役（声の主演）
- お色気戦隊 熟レンジャー（2012年） - かぐや姫 役[4]

### 吹き替え
- ミート・ザ・フィーブル 怒りのヒポポタマス（1989年） - ハイジ 役

### ウェブテレビ
- 日本をゆっくり走ってみたよ　～あの娘のために日本一周～（2017年 - 2018年、Amazonプライム・ビデオ） - 梅原母 役

### 舞台
- SAKIMORI（2023）　一谷伸江出演　原作：石蔵拓
- セブンスヒーロー（2024年）[5]

### CM
- 全薬販売テレビショッピング「通販ライフマル得JAPANGOLD」